# Alpine
Alpine はワシントン大学が開発したテキストベースの電子メールクライアント。
ライセンスの問題からPineの開発を停止し、より自由なApache Licenseにて配布することを目的に2005年後半にプロジェクトを開始した。

## 名称の由来
Alpineの名前は "Alternatively Licensed Program for Internet News and Email."からきている。

## 履歴
- 2007年12月20日 - 最初の正式版であるAlpine 1.0がリリースされた[4]。Linux、Windows、Mac OS X、Nokia N800向けのバイナリも配布された。
- 2008年3月17日 - Alpine 1.10がリリースされた。不具合修正が中心である[5]。
- 2008年8月26日 - Alpine 2.0がリリースされた。Web Alpineインターフェースを再設計した[6]。

ワシントン大学によるリリースは2.0が最後である。リリースの際に今後はコミュニティ主導の開発へと移ってほしいとのメッセージを残している。その後、2017年春にはソフトウェアとソースコードの配布を終了し、2019年春にはサイトを閉鎖した。

## 派生版

### re-alpine
ワシントン大学による開発からの継続版として2009年6月にSourceForgeでプロジェクトが立ち上がった。
- 2009年8月3日 - re-alpine 2.01をリリース
- 2010年10月2日 - re-alpine 2.02をリリース。このバージョンからWindows版はなくなる。
- 2012年12月21日 - re-alpine 2.03をリリース。ソースコードでのリリースのみとなる。

2.03のリリースを最後に活動は事実上停止している。

### Eduardo ChappaによるAlpine
ワシントン大学のAlpineプロジェクトに貢献していたEduardo Chappaは、各種パッチを集め、自身のサイトでの開発を開始した。Debianなどの主要なLinuxディストリビューションは、現在このAlpineを採用している。Windows用バイナリの配布も再開した。
- 2013年1月16日 - バージョン2.10をリリースした[11]。バージョンはre-alpineと重複しないように採番している。
- 2013年8月12日 - バージョン2.11をリリースした[12]。
- 2015年1月16日 - バージョン2.20をリリースした[13]。
- 2017年3月17日 - バージョン2.21をリリースした[14]。
- 2020年1月20日 - バージョン2.22をリリースした[15]。
- 2020年6月19日 - バージョン2.23をリリースした[16]。